# Шенн, Люк
Люк Шенн (англ. Luke Schenn; род. 2 ноября 1989 года, Саскатун, Саскачеван, Канада) — канадский профессиональный хоккеист, выступающий за команду НХЛ «Виннипег Джетс». Обладатель Кубка Стэнли 2020 и 2021 годов в составе клуба «Тампа-Бэй Лайтнинг».
В НХЛ выступал за 8 разных клубов: «Торонто Мейпл Лифс», «Филадельфия Флайерз», «Лос-Анджелес Кингз», «Аризона Койотис», «Анахайм Дакс», «Ванкувер Кэнакс», «Тампа-Бэй Лайтнинг» и «Нэшвилл Предаторз».

## Биография
Родился 2 ноября 1989 года в Саскатуне, Саскачеван, Канада в семье Риты и Джеффа Шенн. Центральный нападающий Брэйден Шенн — его младший брат, выступающий за «Сент-Луис Блюз». У них есть две младшие сестры Мэдисон и Мэйси.

## Карьера

### Юниорская
Первой юниорской командой Шенна стала «Саскатун Ред Уингз», где тренировал его отец, Джефф. Люк был выбран в первом раунде под общим 20-м номером на драфте WHL 2004 года командой «Келоуна Рокетс».

### Юношеская
Шенн присоединился к «Келоуна Рокетс» во время выступления команды на Мемориальном кубке, в конце сезона 2004—2005. В первом своём сезоне успел поиграть бок о бок с Ши Уэбером. Дебютировал за «Рокетс» в сезоне 2005—2006, и был назван «Новичком года» команды. В сезоне 2007—2008 стал ассистентом капитана. Позже в этом же сезоне был выбран в список сборной WHL для участия в ADT Canada-Russia Challenge 2008. Во время выступлений за «Келоуна Рокетс», часто играл в паре с будущим защитником «Баффало Сейбрз» Тайлером Майерсом. По итогам сезона 2007—2008 был выбран во вторую сборную Всех Звёзд WHL.
В преддверии Драфта НХЛ 2008 года перспективы Шенна оценивались высоко. Некоторые скауты видели в нём сочетание Диона Фанёфа и Адама Фута. Директор Центрального скаутского бюро И Джей Макгвайр сравнил его с 1-м номером Драфта НХЛ 1994 года Эдом Жовановски. «Торонто Мейпл Лифс» торговались с «Нью-Йорк Айлендерс» за более высокий драфт-пик, чтобы выбрать Люка Шенна.

### Профессиональная

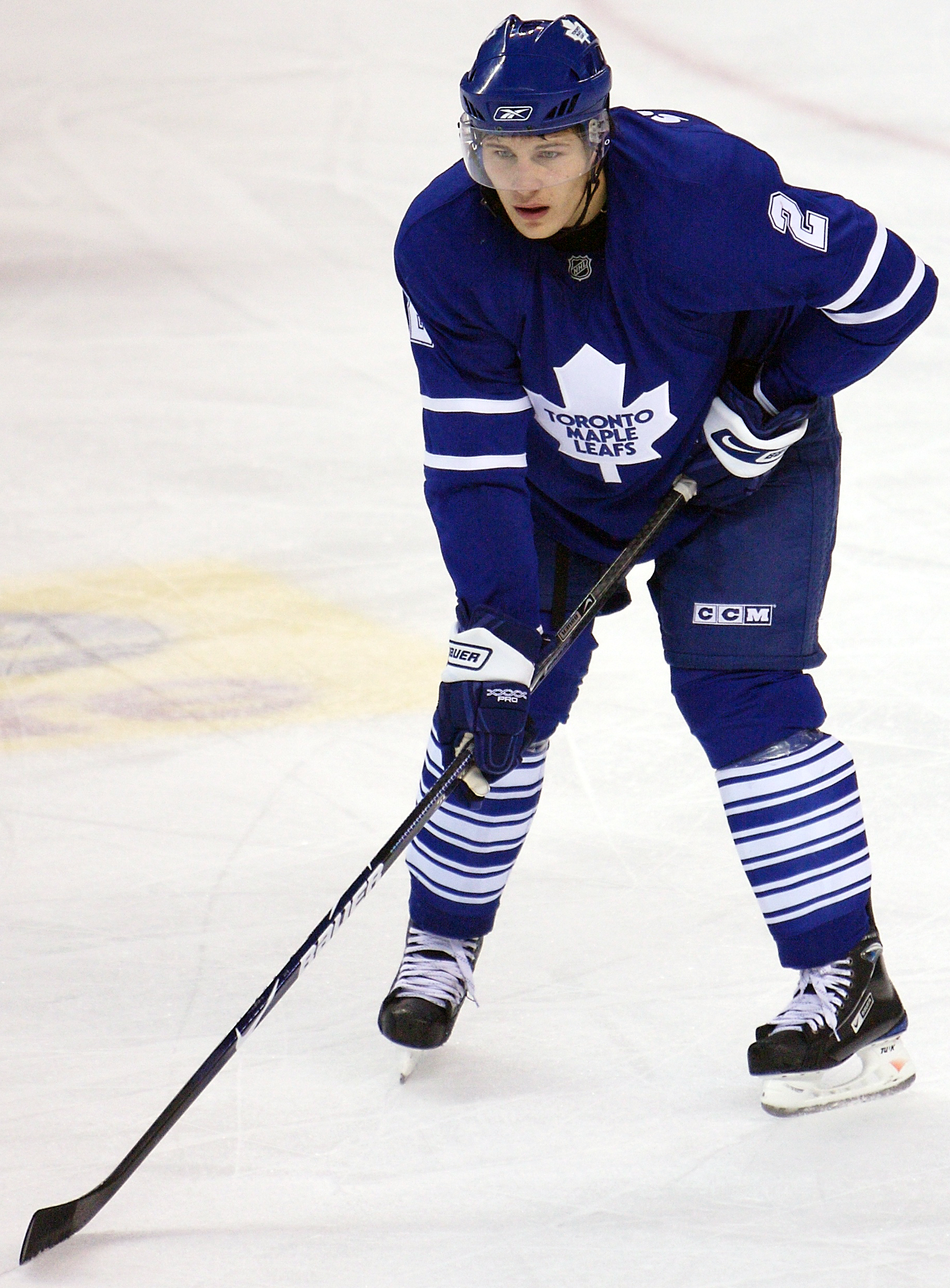
Шенн в своём дебютном сезоне за «Мейпл Лифс»

Первые сообщения из тренировочного лагеря «Мейпл Лифс» в сентябре 2008 года указывали, что Шенн вероятней всего будет отправлен обратно в свой юношеский клуб на сезон 2008—2009. 7 октября 2008 года подписал контракт с «Торонто», базовый оклад составлял $850 тыс. за сезон, и бонусы, которые могли бы поднять стоимость до $1.25 млн за сезон. После окончания тренировочного лагеря был включён в список команды на сезон 2008—2009, 9 октября 2008 года состоялся его дебют в НХЛ против «Детройт Ред Уингз». 29 октября 2008 года набрал первое очко, отдав передачу в матче против «Нью-Джерси Девилз». Позже в том же сезоне забил свой первый гол в НХЛ, в матче против вратарю «Монреаль Канадиенс» Кэри Прайсу. В январе 2009 года Шенн пропустил 12 матчей из-за травмы в нижней области тела, в своём дебютном сезоне он пропустил только эти игры. Люк играл за команду новичков на Матче всех звёзд НХЛ. 14 марта 2009 года он впервые набрал больше одного очка за матч (2 передачи), в матче против «Калгари Флэймз». НХЛ включила Шенна в символическую сборную новичков сезона 2008—2009, наряду с другим представителем Драфта 2008 года Дрю Даути. Этой наградой была признана оборонительное мастерство Люка и отличной силовой игры, он провёл больше всех силовых приёмов среди новичков. Шенн закончил свой первый сезон в НХЛ с 2 голами и 12 передачами в 70 играх.
В сезоне 2009—2010 ожидания от Шенна были высокие. В начале тренировочного лагеря главный тренер «Торонто Мейпл Лифс» Рон Уилсон назвал его одним из четырёх лучших защитников. В ходе сезона прогресс игры Шенна разочаровывал, и Уилсон вывел его из состава на игру в октябре, и ещё на три в течение декабря. К концу сезона Люк и несколько его молодых товарищей по команде улучшили свою игру. В игре против «Оттава Сенаторз» Шенн впервые в своей карьере в НХЛ забисал на свой счёт две забитые шайбы, что помогло ему закончить сезон с новым рекордом карьеры с 5 голами и 12 результативными передачами в 79 матчах.
В начале сезона 2010—2011 у Шенна был сильный старт, играя в паре с ветераном команды Томашом Каберле. Перед игрой с «Филадельфия Флайерз» Уилсон оценил игру его как «прекрасная» («great»). Когда в феврале 2011 года Каберле был продан в «Бостон Брюинз», Шенн был временно назначен ассистентом капитана, пока после травмы в состав не вернулся Колби Армстронг. В конце сезона 2010—2011 Шенн повторил рекорд карьеры по забитым шайбам, а также установил новый рекорд, отдав 17 результативных передач, в общей сложности набрав 22 очка в 82 матчах.
7 января 2016 года «Филадельфия» обменяла Шенна и Венсана Лекавалье в «Лос-Анджелес Кингз», взамен «лётчики» получили Джордана Уила и выбор в 3-м раунде драфта 2016.
Летом 2016 года подписал 2-летний контракт с «Аризоной Койотис» на $ 2,5 млн.
После 2 сезонов покинул «Аризону» и подписал 1-летний контракт на $ 800 тыс. с «Анахайм Дакс». Однако уже в ноябре клуб поместил его на драфт отказов; на тот момент Люк провел 8 игр и не заработал ни одного очка. Шенн был переведен в AHL впервые в карьере, где предстояло выступать за «Сан-Диего Галлз». За 22 игры он успел отметиться 10 очками до своего обмена на драфте 2020 года в «Ванкувер Кэнакс». Он сразу же был переведен в «Ютику Кометс», но тпровел 18 игр за Кэнакс, в которых отметился двумя передачами. 1 июля 2019 год он подписал 1-летний контракт на $ 700 тыс. с «Тампа-Бэй Лайтнинг», в составе которой выиграл Кубок Стэнли. По итогам сезона Шенн подписал 1-летний контракт на $800 тысяч.
Завоевав второй подряд Кубок Стэнли с «Лайтнинг», Шенн, как свободный агент, подписал двухлетний контракт на 1,7 миллионов долларов с его прежней командой «Ванкувер Кэнакс».
28 февраля 2023 года был обменян в «Торонто Мейпл Лифс», вернувшись в клуб, в котором начинал карьеру в НХЛ.
По окончании сезона 2022/23 подписал трёхлетний контракт с «Нэшвилл Предаторз» на общую сумму $ 8,25 млн.
17 октября 2024 года сыграл свой 1000-й матч в регулярных сезонах НХЛ, став 399-м хоккеистом, добравшимся до этой отметки.
7 марта был обменян в «Питтсбург Пингвинз», спустя небольшой промежуток времени был обменян из «Питтсбург Пингвинз» в «Виннипег Джетс» за 2-й раунд драфта 2026 года и 4-й раунд драфта 2027 года

## Международная карьера

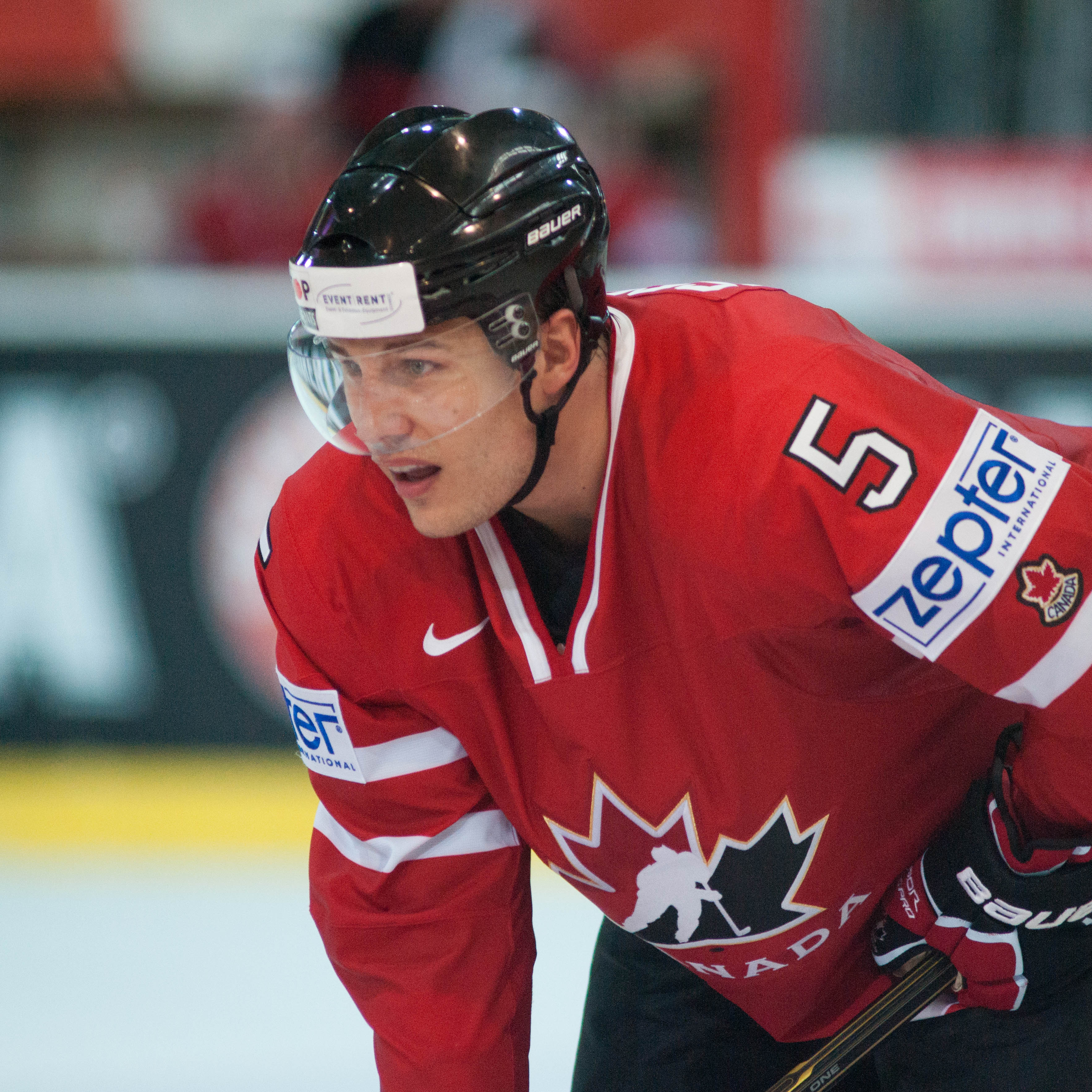
Шенн в составе сборной Канады в 2012 году

Шенн играл за сборную Канады дважды на уровне игроков до 18 лет: в 2006 году на Мемориале Ивана Глинки, где выиграл золотую медаль и на Чемпионат мира среди юниорских команд 2007, где Канада финишировала четвёртой. Он забил три шайбы на этом турнире.
В 2007 году юношеская сборная Канады приняла участие в восьмиматчевой Суперсерии против юношеской сборной России в честь 35-й годовщины Суперсерии СССР — Канада 1972 года. Канада прошла весь турнир не проиграв ни одного матча, одержав 7 побед и единожды сыграв вничью, в то время как Шенн отличился 24 минутами штрафа и не набрал ни одного очка.
Во время сезона 2007—2008 Шенн был включён в предварительный список Сборной Канады для участия в Молодёжном чемпионате мира 2008. Окончательный список был оглашён 13 декабря 2007 года, Люк попал в этот список и был заявлен в первую пару защитников. Канада выиграла золотые медали, а Шенн закончил турнир с показателем плюс-минус +5, став лидером команды по этому показателю. Хоккейный аналитик Пьер МакГуайр назвал его «человеческий ластик» («the human eraser») за игру на международном уровне.
После его дебютного сезона в НХЛ, Шенн был включён в список Сборной Канады для участия в Чемпионате мира 2009. Он сыграл все 9 матчей на турнире, но его игровое время было ограниченно, в среднем чуть менее семи минут за игру. Он отдал одну результативную передачу. Канада привезла домой серебряные медали, проиграв в финале Сборной России 2-1. Люк вместе с партнёром по «Мейпл Лифс» Дионом Фанёфом играл в составе сборной на Чемпионате мира 2011. Канадцы заняли пятое место в турнире с единственным поражением в четвертьфинале о сборной России. В семи матчах Шенн записал в свой актив единственную передачу.

## Стиль игры
Шенн является строго оборонительным защитником, хорош в силовой игре, пытаясь предотвратить забрасывание шайб соперником. В своём дебютном сезоне в НХЛ, он был лидером лиги по совершённым силовым приёмам. Сам он считает, что в своих лучших проявлениях он играет жёстко, но ответственно.

Ты хочешь играть физически и играть немного на грани, но ты не хочешь оставить свою команду в меньшинстве.
Оригинальный текст (англ.)
    They have served overseas so it's good that the fans show their appreciation
— Schenn draws kudos from team for solid play, leadership. The Sports Network (23 февраля 2011). Дата обращения: 3 марта 2011. Архивировано из оригинала 27 февраля 2011 года.
 Став взрослее Шенн может стать преемником Криса Пронгера и Роба Блейка.
Генеральный менеджер «Торонто Мейпл Лифс» Брайан Бурк заявил, что Шенн является ключевой фигурой в долгосрочной и долгой перспективе команды и он не желает размениваться на краткосрочный успех. В связи с этим, летом 2011 года Люк подписал долгосрочный многомиллионный контракт на 5 лет. Он был признан руководством команды за его лидерские качества проявленные за короткое время игры ассистентом капитана. Капитан «Мейпл Лифс» Дион Фанёф сказал, что Шенн вносит свой вклад в организацию команды. «Он играет жёстко каждый матч, иделает много не только у нас (в раздевалке), но и в обществе.»

## Статистика карьеры
| Легенда | Легенда                    | Легенда | Легенда                   | Легенда | Легенда    |
| ------- | -------------------------- | ------- | ------------------------- | ------- | ---------- |
| И       | Количество проведённых игр | Штр     | Штрафное время            | +/−     | Плюс-минус |
| Г       | Голы                       | П       | Голевые передачи          | О       | Очки       |
| -       | Статистика неизвестна      | —       | Статистика не учитывалась |         |            |

### Клубная
Источник статистики

### Международная
Источник статистики